# Giochi della XXXV Olimpiade
I Giochi della XXXV Olimpiade (in inglese Games of the XXXV Olympiad), informalmente noti come Brisbane 2032, si terranno a Brisbane, in Australia, dal 23 luglio all’8 agosto 2032.
L'assegnazione dell'evento è stata ufficializzata il 21 luglio 2021.
Saranno i terzi Giochi estivi che si terranno in Australia, dopo le edizioni di Melbourne 1956 e Sydney 2000.

## Assegnazione
Brisbane è stata annunciata per la prima volta come candidata il 24 febbraio 2021, ottenendo l'approvazione formale del Comitato esecutivo del CIO il 10 luglio 2021. Brisbane è la prima città ospitante a essere designata all'organizzazione dei Giochi olimpici secondo le nuove procedure di gara.
La città, unica candidata, è stata ufficializzata come sede dei Giochi del 2032 durante la 138ª sessione del CIO svoltasi a Tokyo il 21 luglio 2021.

## Sviluppo e preparazione

### Organizzazione
Nel dicembre 2021 il governo del Queensland ha istituito il Brisbane Organising Committee for the 2032 Olympic and Paralympic Games (BNEOCOG), che si occuperà di pianificare e organizzare, in conformità con il contratto stipulato con il CIO, i Giochi olimpici del 2032. Nell'aprile 2022 Andrew Liveris, ex amministratore delegato della Dow Chemical, è stato nominato presidente del comitato.

### Sedi di gara
I Giochi olimpici del 2032 faranno ampio uso di impianti già esistenti o temporanei, mentre saranno cinque le strutture sportive realizzate ex novo: la Brisbane Arena per gli sport acquatici, il Brisbane Indoor Sports Centre per la pallacanestro, il Chandler Indoor Sports Centre per la ginnastica, il Moreton Bay Indoor Sports Centre per il pugilato e il Redland Whitewater Centre per la canoa slalom. Gli impianti saranno concentrati in tre zone: Brisbane, Gold Coast e Sunshine Coast. Le città di Townsville, Cairns, Sydney e Melbourne, quest'ultime sedi rispettivamente dei Giochi olimpici del 2000 e del 1956, ospiteranno alcune partite del torneo di calcio. Il villaggio olimpico di Brisbane sarà realizzato nel quartiere di Hamilton, mentre quello di Gold Coast si troverà nel quartiere di Robina.
Inizialmente era previsto che il Brisbane Cricket Ground (soprannominato il "Gabba") fosse sottoposto ad estesi lavori di ricostruzione, del costo stimato di un miliardo di dollari, per fungere da stadio olimpico e ospitare le gare di atletica e le cerimonie di apertura e chiusura. Nel febbraio 2023 venne rivelato che il costo dei lavori di ricostruzione era salito a 2,7 miliardi. Il 1º dicembre 2023 il sindaco di Brisbane Adrian Schrinner ritirò il suo sostegno al progetto, giudicando il costo eccessivo. Il 18 marzo 2024 il premier del Queensland Steven Miles annunciò che il progetto di ricostruzione del Gabba era stato abbandonato e che le cerimonie e le gare di atletica sarebbero state ospitate invece al Lang Park e al Queensland Sport and Athletics Centre.

#### Brisbane

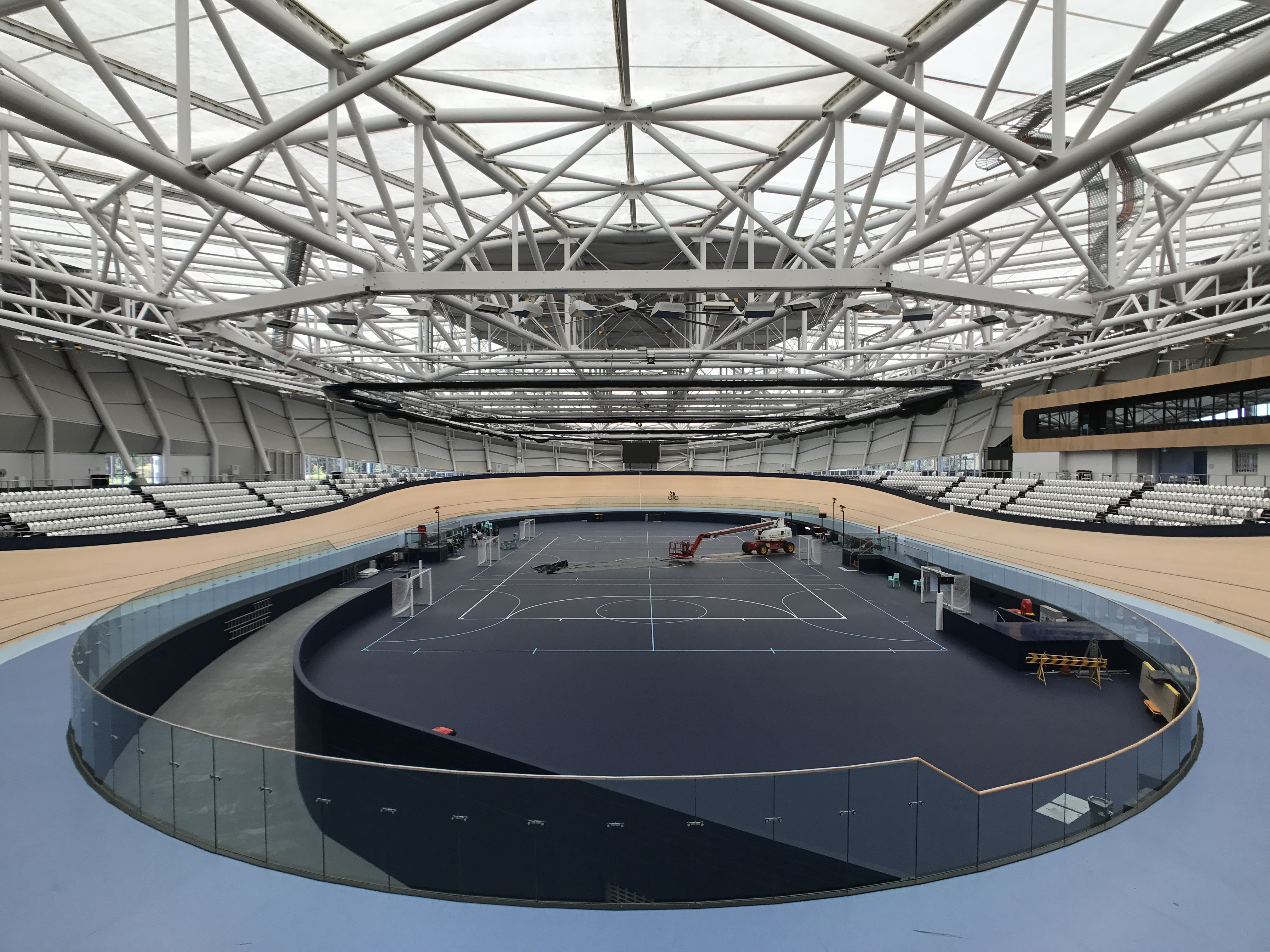
L'Anna Meares Velodrome.

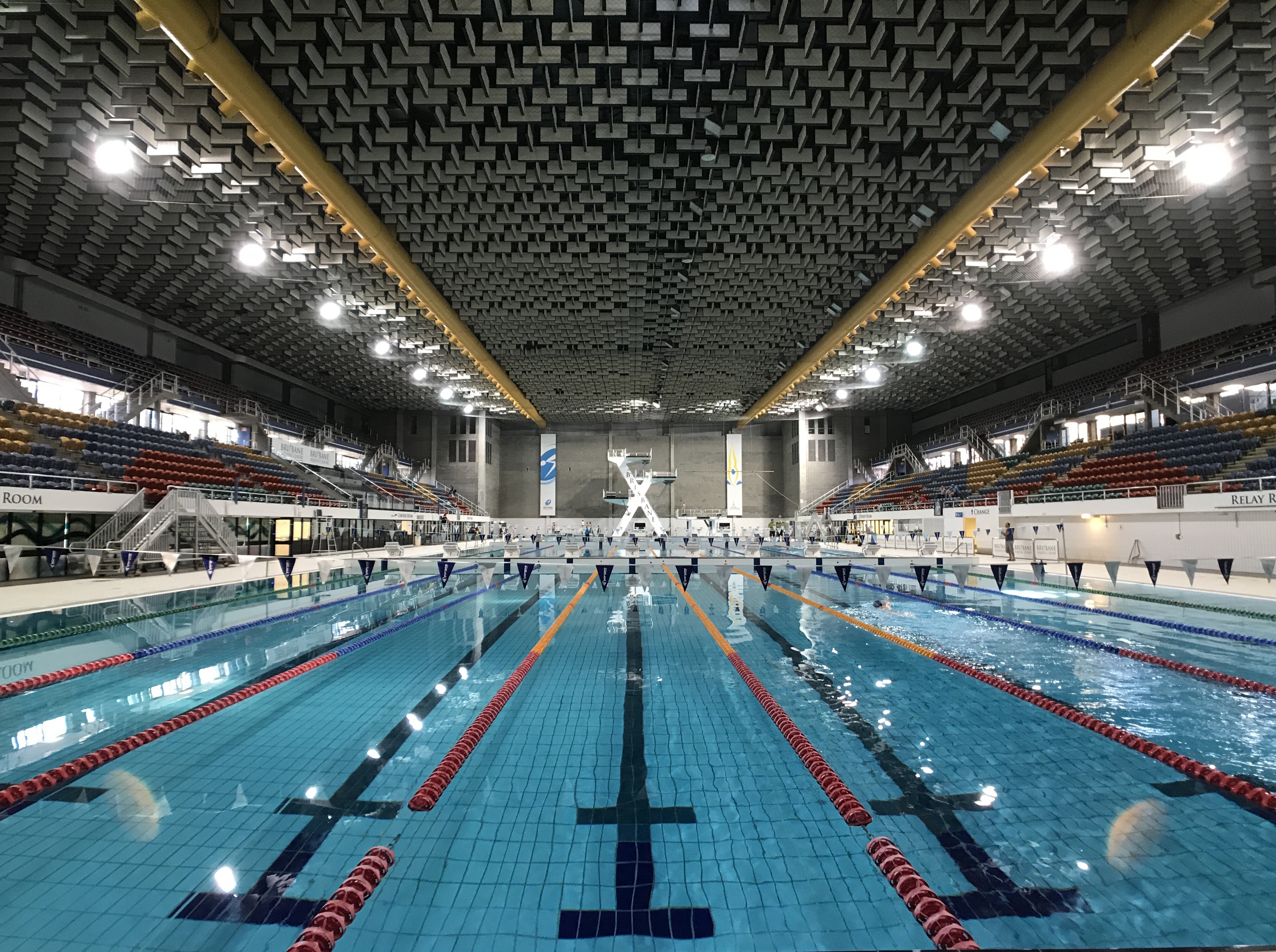
Il Brisbane Aquatic Centre.

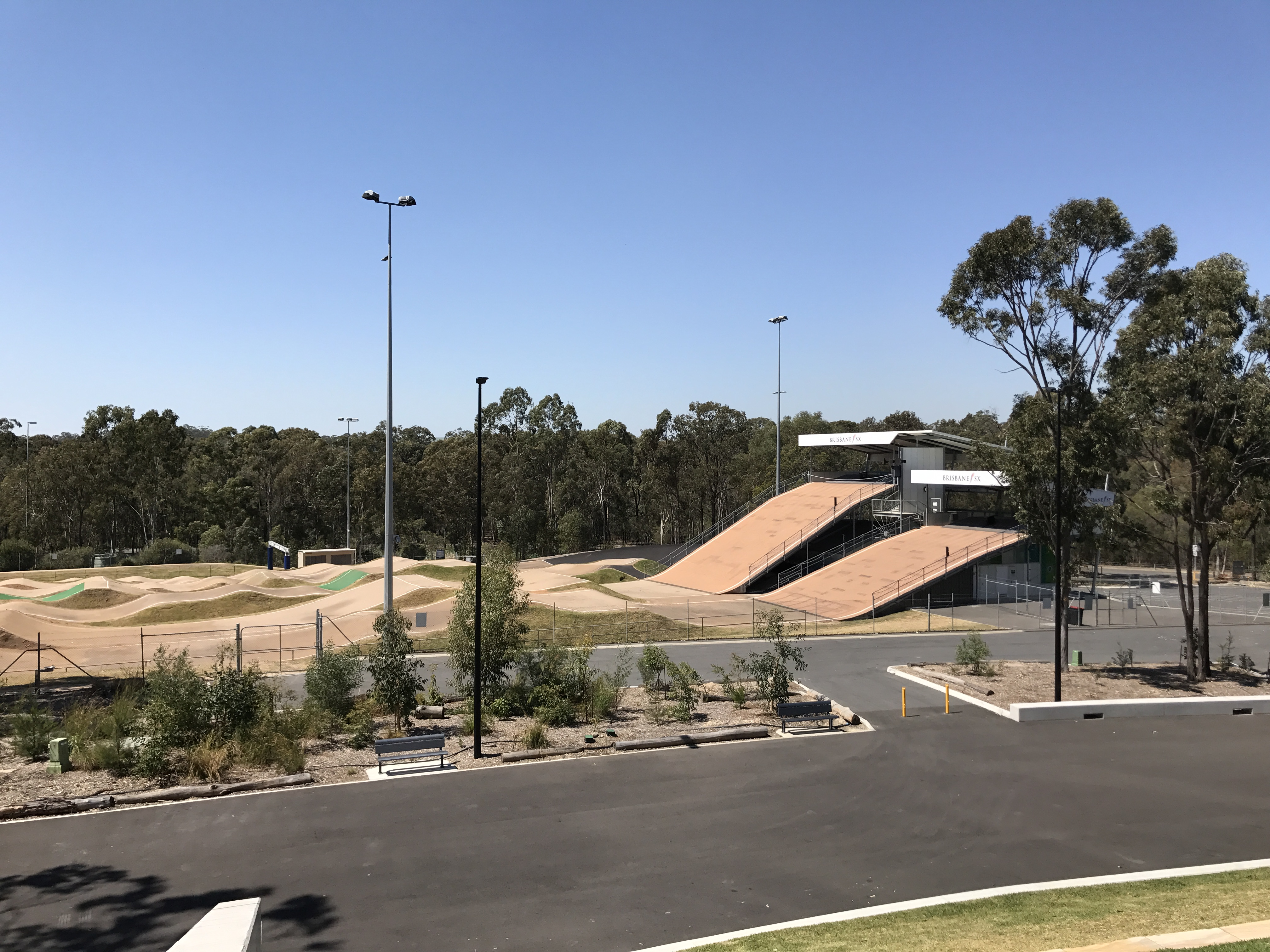
Il BMX Supercross Track.

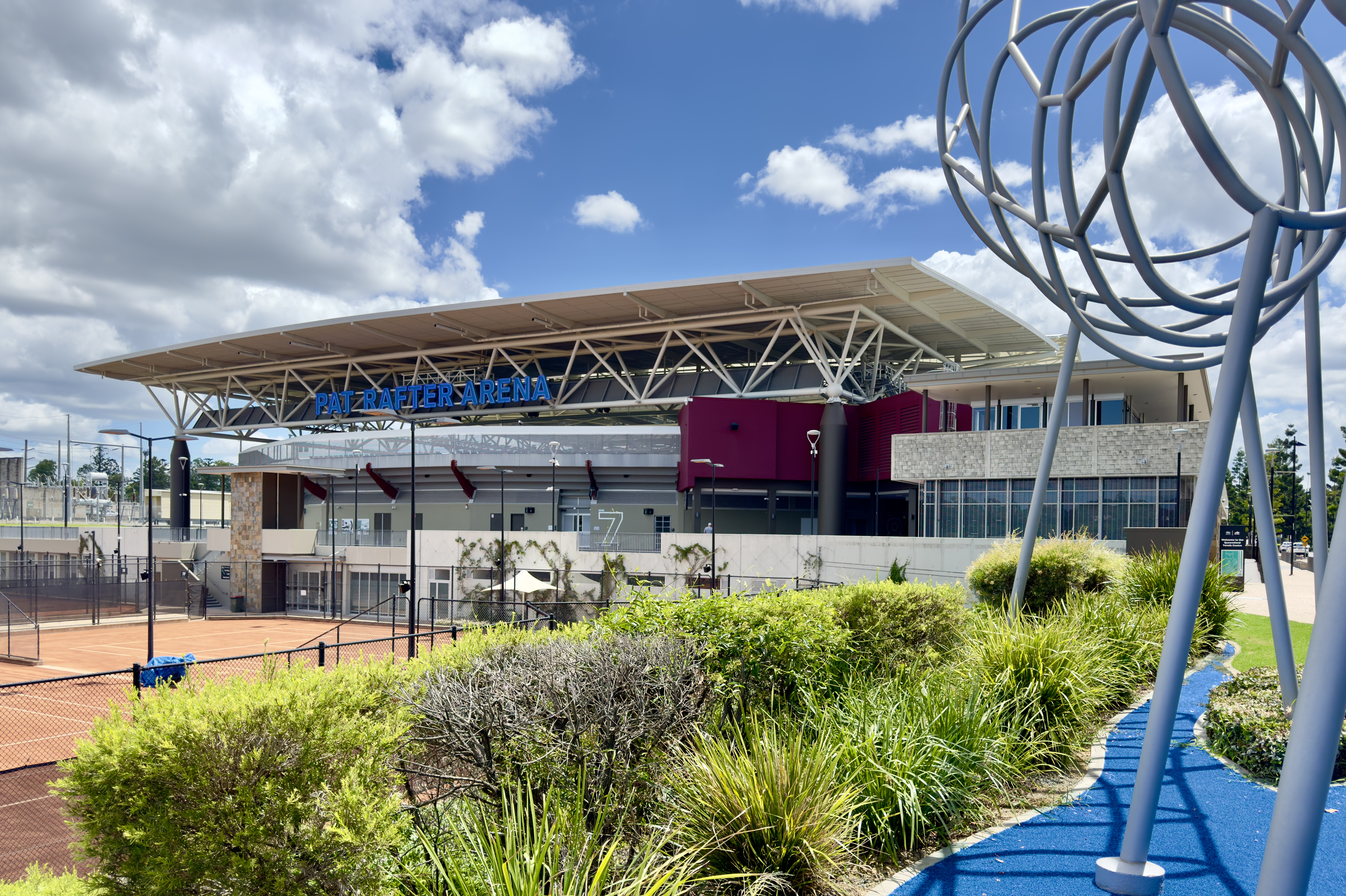
Il Queensland Tennis Centre.

- Anna Meares Velodrome – ciclismo (gare su pista); 4 000 posti
- Ballymore Stadium – hockey su prato; 15 000 posti
- Brisbane Aquatics Centre – nuoto artistico e tuffi; 4 300 posti
- Brisbane Arena – nuoto e pallanuoto; 17 000 posti
- Brisbane BMX Supercross Track – ciclismo (corsa BMX); 5 000 posti
- Brisbane Convention & Exhibition Centre, padiglione 1 – tennis tavolo; 6 000 posti
- Brisbane Convention & Exhibition Centre, padiglione 2 – scherma; 6 500 posti
- Brisbane Convention & Exhibition Centre, padiglione 4 – badminton; 6 000 posti
- Brisbane Indoor Sports Centre – pallacanestro; 12 000 posti
- Brisbane Entertainment Centre – pallamano; 11 000 posti
- Brisbane International Shooting Centre – tiro a segno/volo; 2 000 posti
- Brisbane Showgrounds – equitazione; 15 000 posti
- Chandler Indoor Sports Centre – ginnastica artistica, ritmica e trampolino; 10 000 posti
- Lang Park – cerimonie di apertura e chiusura, calcio (finali) e rugby a sette; 52 500 posti
- Manly Harbour – vela; 10 000 posti
- Moreton Bay Indoor Sports Centre – pugilato; 7 000 posti
- Queensland Sport and Athletics Centre – atletica leggera; 40 000 posti
- Queensland Tennis Centre – tennis; 13 400 posti
- Royal Queensland Golf Club – golf; 15 000 posti
- Redland Whitewater Centre – canoa/kayak (slalom); 8 000 posti
- South Bank Piazza – pallacanestro 3x3; 4 500 posti
- South Bank Parklands – tiro con l'arco; 4 000 posti
- Victoria Park – ciclismo (BMX freestyle) ed equitazione (cross-country); 25 000 posti
- Wyaralong Dam – canoa/kayak (velocità) e canottaggio; 14 000 posti

#### Gold Coast
- Broadbeach Park – beach volley; 12 000 posti
- Coomera Indoor Sports Centre – pallavolo (fasi finali); 11 000 posti
- Gold Coast Convention and Exhibition Centre – pallavolo (fasi preliminari); 6 000 posti
- Gold Coast Sports and Leisure Centre – judo e lotta; 7 500 posti
- Southport Broadwater Parklands – nuoto (gare di fondo) e triathlon; 5 000 posti
- Robina Stadium – calcio; 27 400 posti

#### Sunshine Coast

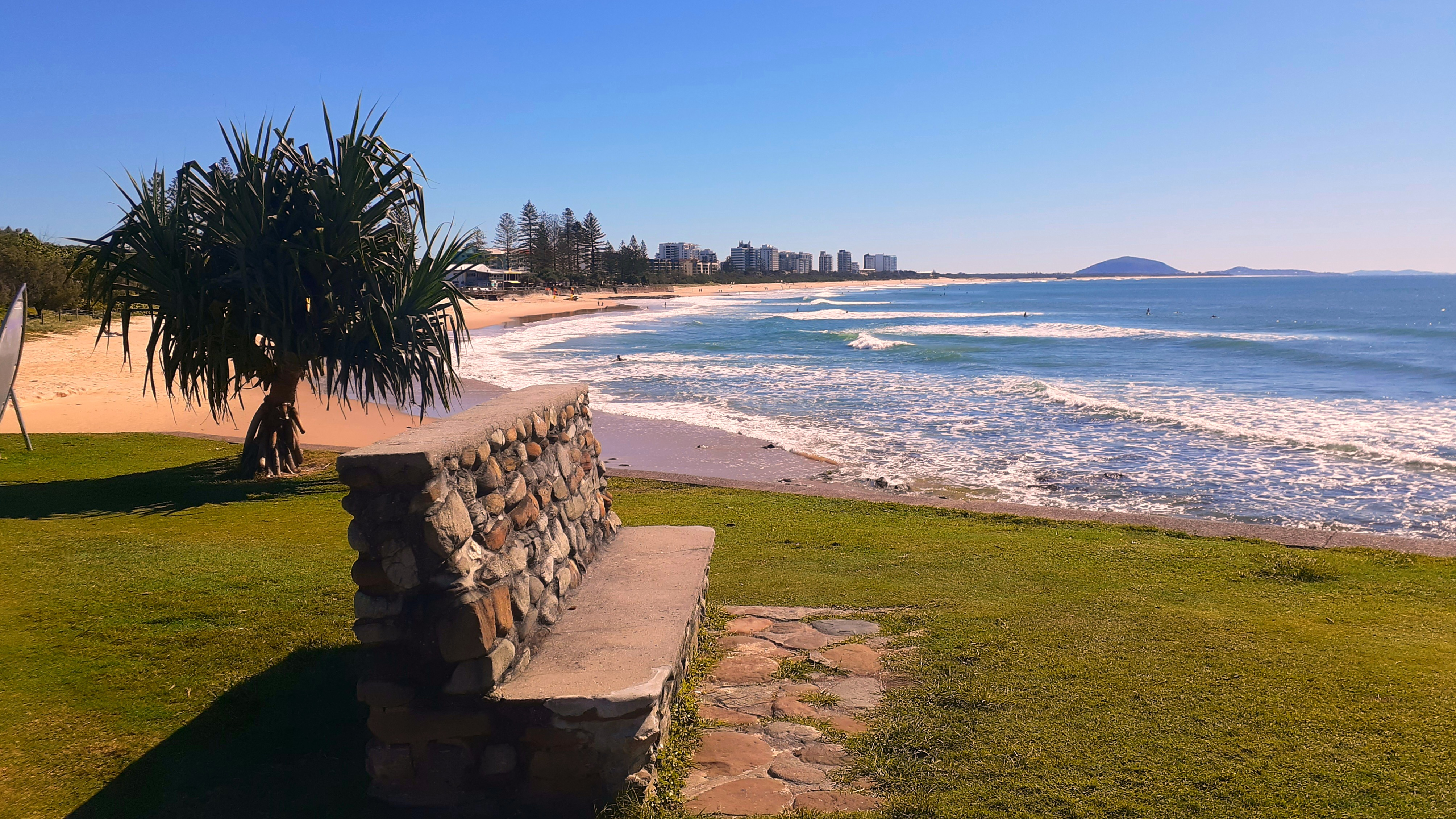
La località Alexandra Headland.

- Alexandra Headland – atletica (maratone e marce), ciclismo (gare su strada) e vela (kitesurfing); 5 000 posti
- Sunshine Coast Mountain Bike Centre – ciclismo (mountain bike); 10 000 posti
- Sunshine Coast Stadium – calcio; 20 000 posti

#### Altre sedi
- Barlow Park, Cairns – calcio; 20 000 posti
- Melbourne Cricket Ground, Melbourne – calcio; 100 024 posti
- North Queensland Stadium, Townsville – calcio; 25 000 posti
- Stadium Australia, Sydney – calcio; 82 500 posti

## I Giochi

### Discipline
Secondo l'attuale politica del Comitato Olimpico Internazionale (CIO), stabilita con l'adozione dell'Agenda 2020, il programma dei Giochi olimpici estivi del 2032 si comporrà di una serie di sport "principali", a cui potranno aggiungersi altre discipline proposte dal comitato organizzatore e approvate dal CIO, con l'obiettivo di aumentare l'interesse della popolazione locale.

### Calendario degli eventi
I Giochi della XXXV Olimpiade si svolgeranno dal 23 luglio all'8 agosto 2032. Diversamente dalle precedenti due edizioni ospitate dall'Australia (1956 e 2000), che si svolsero durante la primavera dell'emisfero australe, questi giochi si terranno durante l'inverno dell'emisfero australe, i secondi dopo quelli di Rio de Janeiro 2016.